# Rutas por la Comunidad de Madrid

Localización de la Comunidad de Madrid

Las rutas por la Comunidad de Madrid son itinerarios institucionales documentados, que permiten visitar y conocer su patrimonio cultural y natural.

## Arqueología

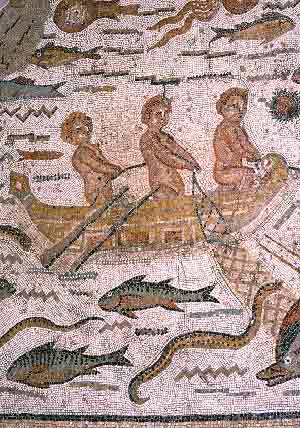
Mosaico en la Casa de Hippolytus

En la Comunidad de Madrid hay varios yacimientos arqueológicos de distintas épocas históricas que se pueden visitar. Hay restos prehistóricos, de la Edad de Hierro, del Imperio romano, de los visigodos, de varias culturas medievales y vestigios de la
Guerra civil española del siglo XX.
Están documentadas seis rutas para visitar el patrimonio arqueológico madrileño:
- Ruta 1 “Entre montañas”: Colmenar Viejo (Yacimientos visigodos de Navalvillar y Navallahija, y Necrópolis visigoda de Los Remedios), El Boalo (Yacimiento El Rebollar), Cercedilla (Caminería histórica del Valle de la Fuenfría), Collado Mediano (Posada o mansio El Beneficio) y Hoyo de Manzanares (Poblado visigodo La Cabilda).

- Ruta 2 “El valle escondido”: Talamanca del Jarama (puente romano, recinto amurallado musulmán),  Sieteiglesias (necrópolis medieval), Paredes de Buitrago (Arquitectura militar defensiva El frente del Agua) y Pinilla del Valle (Valle de los neandertales).

- Ruta 3 “¡Ave Complutum!”: Alcalá de Henares (Complutum, Casa de Hippolytus, Yacimiento Alcalá la Vieja, Museo Arqueológico y Paleontológico de la Comunidad de Madrid, y  Antiquarium y Paseo Arqueológico del Palacio Arzobispal).

- Ruta 4 “Vino e historia”: Cenicientos (Piedra Escrita), Cadalso de los Vidrios (Necrópolis La Mezquita), Colmenar del Arroyo (Búnker Blockhaus 13) y Villaviciosa de Odón (Castillo Calatalifa).

- Ruta 5 “Tierra de Castillos”: Rivas-Vaciamadrid (Hábitat carpetano de Miralrío), Villarejo de Salvanés (Castillo), Chinchón (Castillo) y Pinto (Espacio didáctico Arqueopinto).

- Ruta 6 “De Mayrit al cielo”: Madrid (Mayrit, cimientos de la Iglesia del Buen Suceso, Fuente de los Caños del Peral, Templo de Debod y  Museo Arqueológico Nacional.

## Bosques

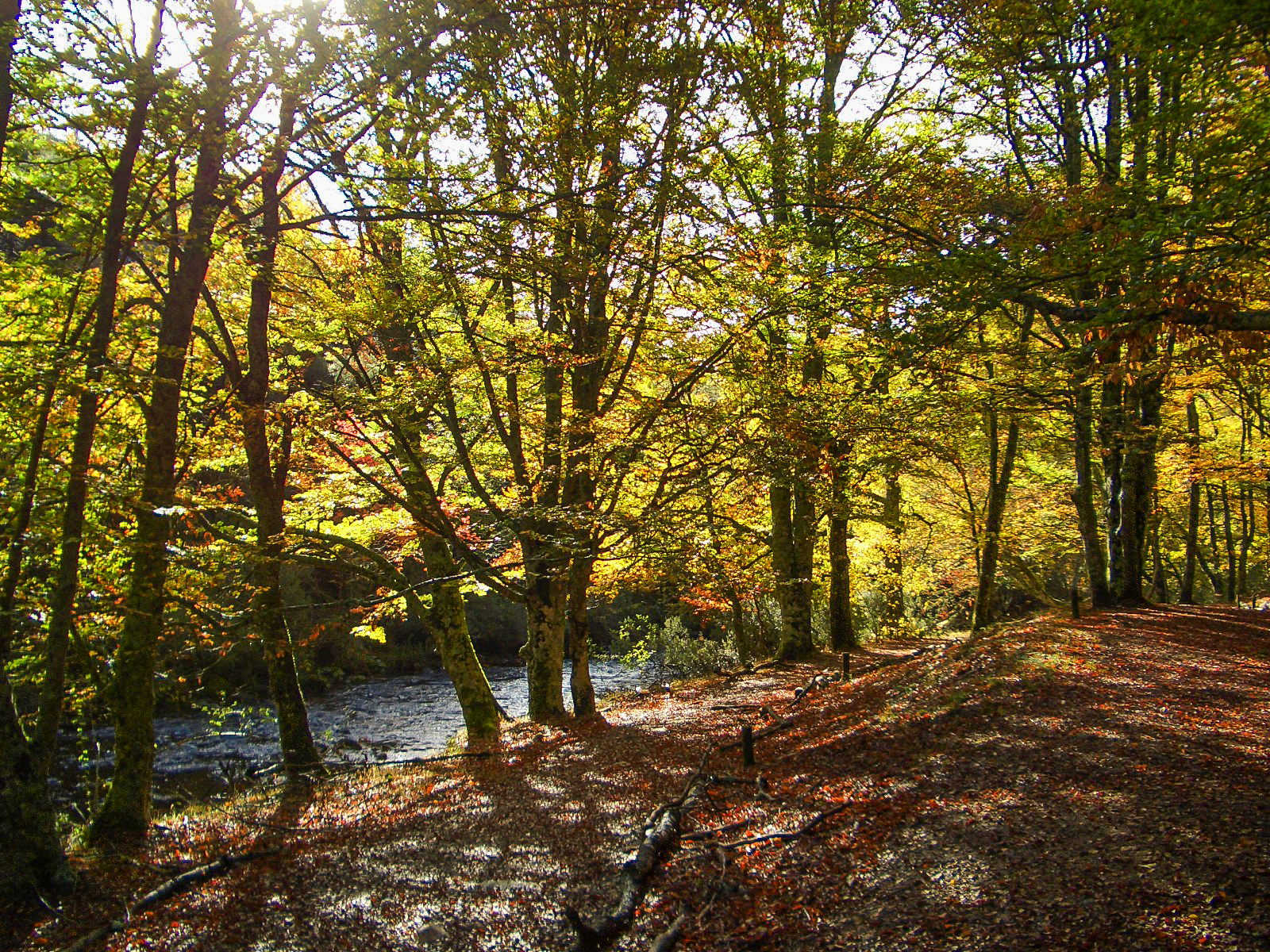
Hayedo de Montejo

La Comunidad de Madrid dispone de una gran variedad paisajística. Respecto a los entornos naturales, destacan los bosques de especies arbóreas específicas como:
- En la Sierra Norte:
  - Hayedo de Montejo
  - Acebeda de Robregordo
  - Abedular de Canencia
  - Dehesa Bonita de Somosierra con variedad de abedules, acebos, avellanos, cerezos, robles y serbales
  - Robles centenarios de Puebla de la Sierra se pueden visitar con una ruta señalizada de 3 km de longitud.
- En la Sierra de Guadarrama:
  - Bosque de la Barranca con pinos, gayubares y bosque de ribera
  - Pinar de Abantos
- En la Sierra Oeste:
  - Castañar de las Rozas de Puerto Real dispone de una senda circular de 9 km, la Ruta de los castaños.
  - Dehesa de Navalquejigo con quejigos, encinas y varios alcornoques centenarios
- En las vegas y la Alcarria:
  - Pinar de Carabaña
  - Pinar de Valdilecha
  - Parque Fluvial de Villamanrique de Tajo con álamos, chopos y olmos
  - Soto del Henares es un bosque de ribera

## Camino de Santiago

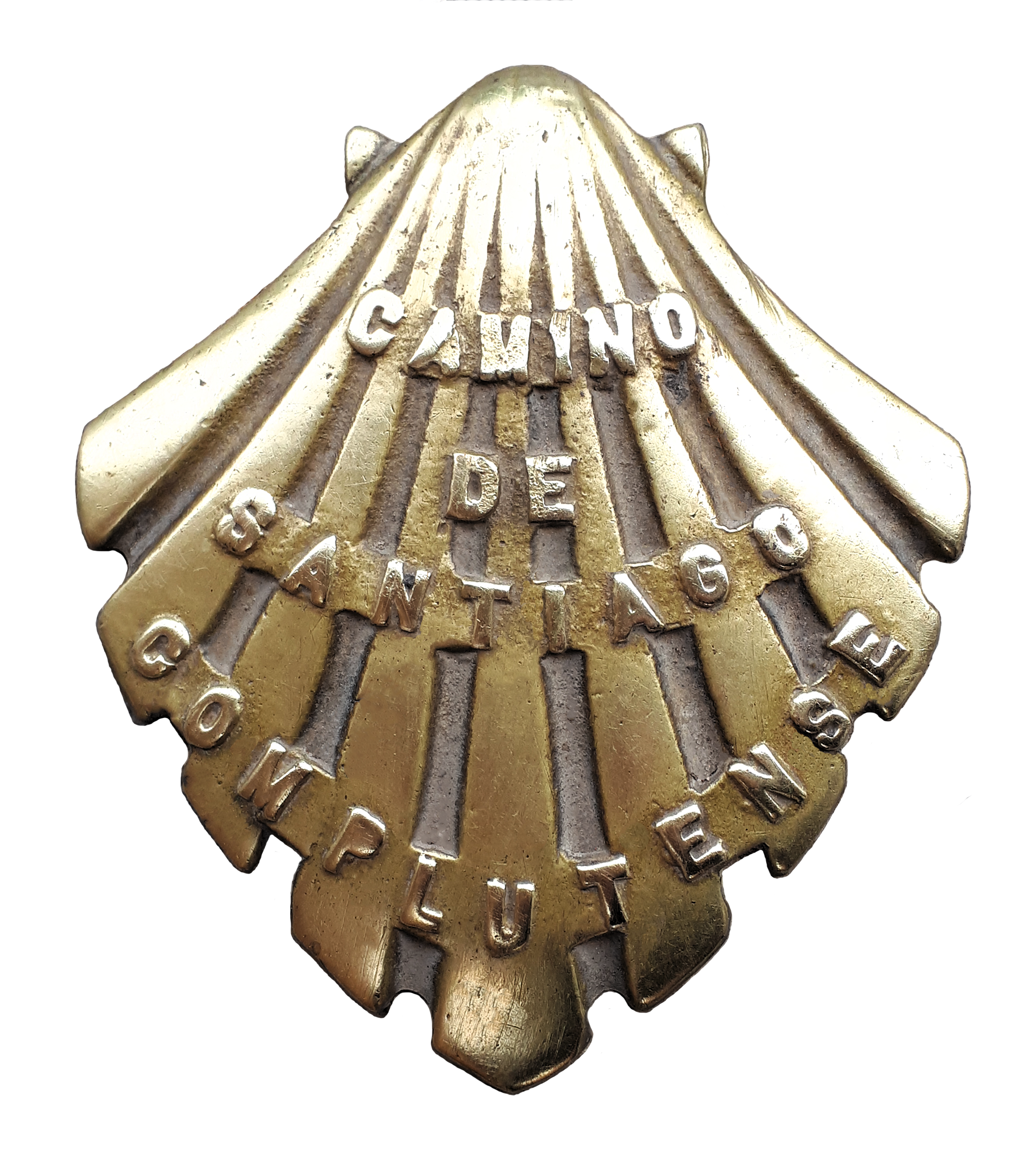
Concha del Camino de Santiago Complutense

El Camino de Santiago está documentado desde el siglo IX, y realmente es cualquier ruta por etapas que lleve a Santiago de Compostela. Pero hay una serie de trayectos que son los más frecuentemente utilizados, y disponen de  denominación y codificación propia. El Camino tiene un importante componente religioso y cultural, por lo que su recorrido se puede hacer como peregrino, turista o deportista; caminando, en bicicleta o a caballo.
En la Comunidad de Madrid hay, al menos, cinco rutas que parten de su territorio o que lo atraviesan, y se dirigen hacia el Camino de Santiago Francés o hacia el Camino de Santiago de la Plata:
- Camino de Santiago de Madrid

Se inicia en Madrid, y continua por Tres Cantos, Colmenar Viejo, Manzanares El Real, El Boalo, Becerril de la Sierra, Navacerrada y Cercedilla
- Camino de Santiago Complutense

Se inicia en Alcalá de Henares, y continua por Camarma de Esteruelas, Valdeolmos, Talamanca de Jarama, Torrelaguna, Cabanillas de la Sierra, Miraflores de la Sierra y Rascafría
- Camino de Santiago Mendocino

Se origina en Guadalajara, en la Comunidad de Madrid recorre: Torremocha de Jarama, Torrelaguna, Redueña, Venturada, Guadalix de la Sierra y Soto del Real
- Camino de Santiago del Sureste

Se origina en Alicante, en la Comunidad de Madrid recorre: Cenicientos y Cadalso de los Vidrios
- Camino de Santiago de Levante

Se origina en Valencia, en la Comunidad de Madrid pasa por San Martín de Valdeiglesias

## Castillos

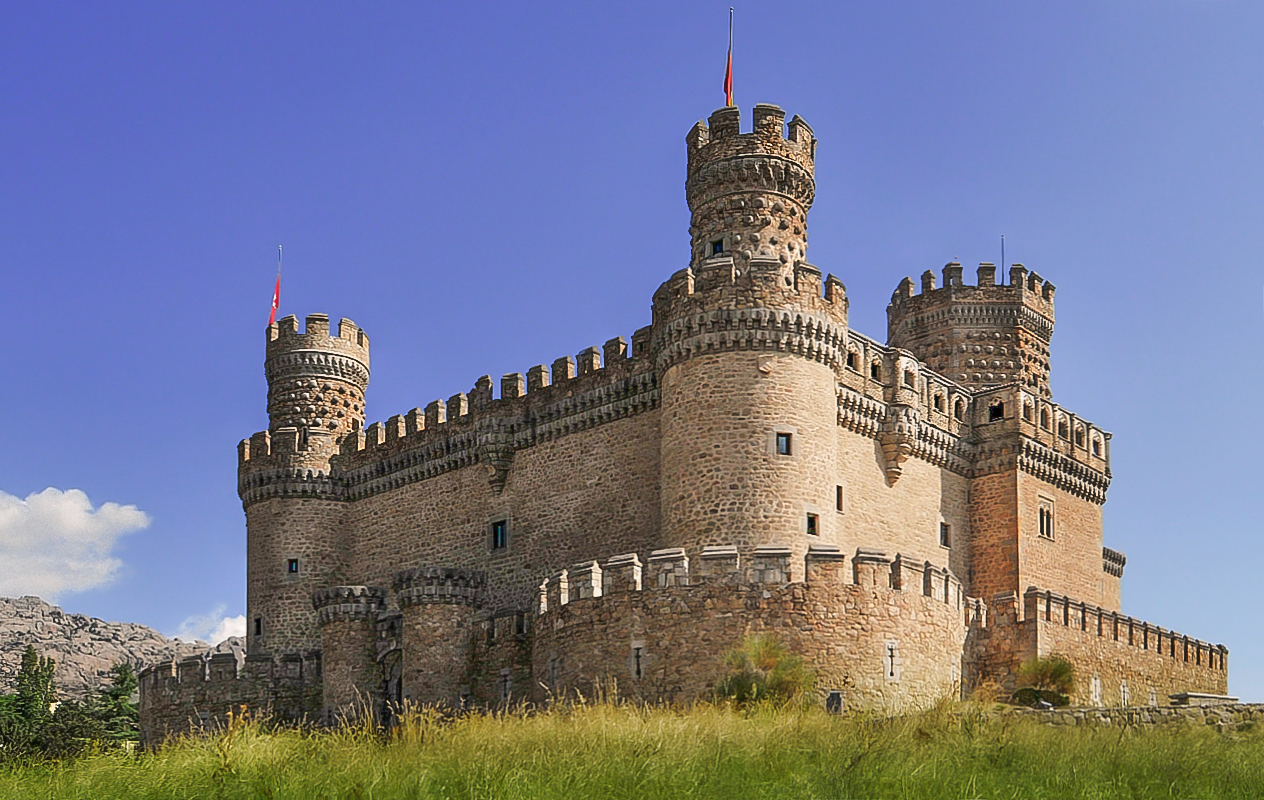
Castillo nuevo de Manzanares el Real

El actual territorio de la Comunidad de Madrid fue, durante la dominación musulmana de la península ibérica, una zona fronteriza. Ocupaba buena parte de la llamada Marca media de al-Ándalus, un área estratégica que los musulmanes fortificaron para detener el avance de los reinos cristianos y asegurar la defensa de Toledo. Entre los siglos VIII y XI construyeron una red defensiva, integrada por varias atalayas y fortalezas, cuya función era controlar los pasos y puertos de la sierra de Guadarrama. Finalizada la Reconquista, el territorio madrileño fue integrado en la Corona de Castilla; aunque se construyeron nuevas fortificaciones, en general se revitalizaron las andalusíes pero asignándoles nuevas funciones. A partir del siglo XV es la época de las residencias señoriales fortificadas en las que destaca la presencia dominante de una gran torre, la torre del homenaje, ligadas a los linajes de los Mendoza, los Enríquez, los Luna, los Pacheco, los Cabrera, los Laso de Vega, los Arias Dávila o los Carrillo, entre otros.
El Consorcio Turístico de la Comunidad de Madrid propone tres itinerarios principales para recorrerlos:
- Tierra de frontera. Fortificaciones andalusíes (siglos VIII-XI)

Las fortalezas y atalayas de Alcalá de Henares, Madrid, Buitrago del Lozoya, Talamanca de Jarama y Torrelaguna defendían respectivamente los valles y caminos fluviales del Henares,  Manzanares,  Lozoya y Jarama. Los castillos de Aulencia (Villanueva de la Cañada) y Calatalifa (Villaviciosa de Odón) hacían lo propio en sus enclaves cercanos a los ríos  Aulencia y  Guadarrama.
- Adarve de Castilla. Fortificaciones de repoblación castellana (siglos XII-XIV)

Las murallas de Buitrago de Lozoya y los castillos de Fuentidueña de Tajo y Villarejo de Salvanés.
- Territorio señorial. Castillos y torres del Homenaje (siglos XV-XVI)

Como los de Manzanares el Real, San Martín de Valdeiglesias, Chinchón, Villaviciosa de Odón, Alameda de Osuna, Arroyomolinos, Villanueva de la Cañada, Batres, Torrejón de Velasco, Pinto, Robledo de Chavela, Navas del Rey

## CiclaMadrid

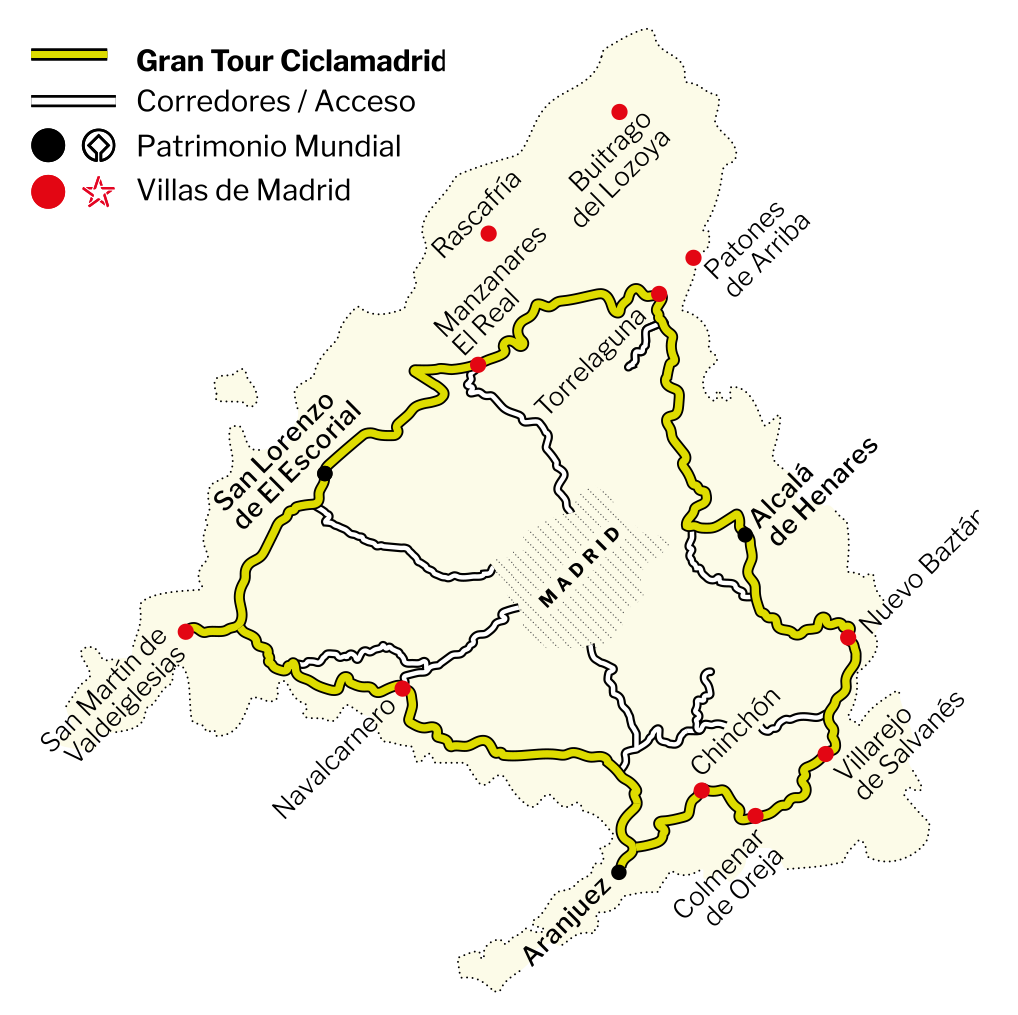
Recorrido de CiclaMadrid

CiclaMadrid es un "tour" ciclista por la Comunidad de Madrid de 420 km de longitud. Permite visitar tres destinos Patrimonio Mundial de la UNESCO, ocho villas madrileñas, jardines históricos y parques naturales. 
Diseñado para recórrelo en 17 etapas, de entre 15 y 38 kilómetros cada una: 
1. Aranjuez - Chinchón
2. Chinchón - Villarejo de Salvanés
3. Villarejo de Salvanés - Nuevo Baztán
4. Nuevo Baztán - Alcalá de Henares
5. Alcalá de Henares - Algete
6. Algete - Torrelaguna
7. Torrelaguna - Miraflores de la Sierra
8. Miraflores de la Sierra - Manzanares el Real
9. Manzanares el Real - Moralzarzal
10. Moralzarzal - San Lorenzo de El Escorial
11. San Lorenzo de El Escorial - Robledo de Chavela
12. Robledo de Chavela - San Martín de Valdeiglesias
13. San Martín de Valdeiglesias - Aldea del Fresno
14. Aldea del Fresno - Navalcarnero
15. Navalcarnero - Griñón
16. Griñón - Valdemoro
17. Valdemoro - Aranjuez

## Enoturismo

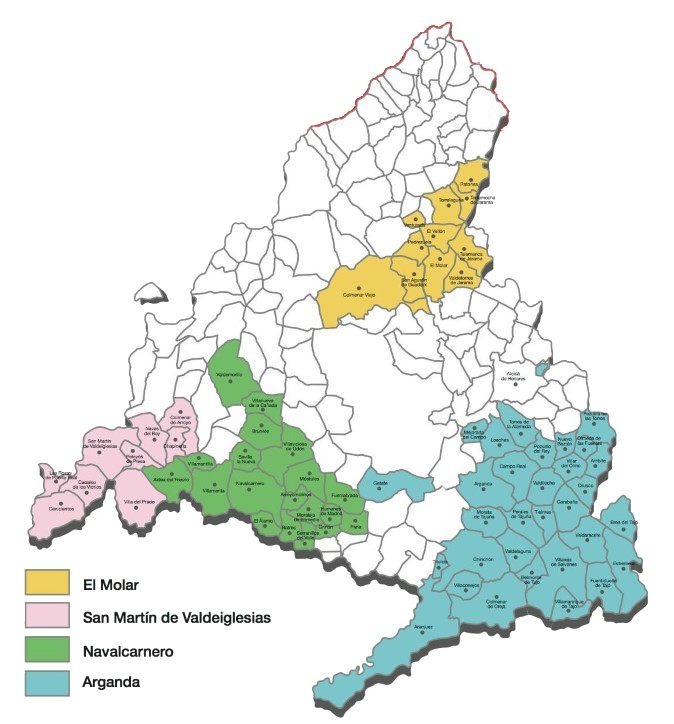
Denominación de Origen Protegida Vinos de Madrid, subzonas vinícolas

"Vinos de Madrid" es una denominación de origen protegida (D.O.P.) establecida en 1990. Esta denominación de origen está dividida territorialmente en cuatro subzonas de la Comunidad de Madrid: Arganda del Rey, El Molar, Navalcarnero y San Martín de Valdeiglesias. Los vinos son tintos, rosados y blancos, de las categorías de producto vitícola: "Vino" y "Vino espumoso de calidad". Dispone de una superficie para viñedo de 16.257 ha, y un rendimiento medio de 26 hl/ha. Las rutas de enoturismo tienen como destino los viñedos, las bodegas, los museos del vino, las vinotecas y los restaurantes, para conocer el mundo del vino: paisajes, viticultura, elaboración del vino y sus profesionales.
Rutas de enoturismo por la Comunidad de Madrid:
- de Venturada hasta El Molar.[19]

- de Nuevo Baztán hasta Tielmes.

- Comarca de Las Vegas.

- de Arganda del Rey hasta Campo Real.[20]

- Cadalso de los Vidrios.[21]

- de Chichón hasta Colmenar de Oreja.[22]

## Espacios naturales

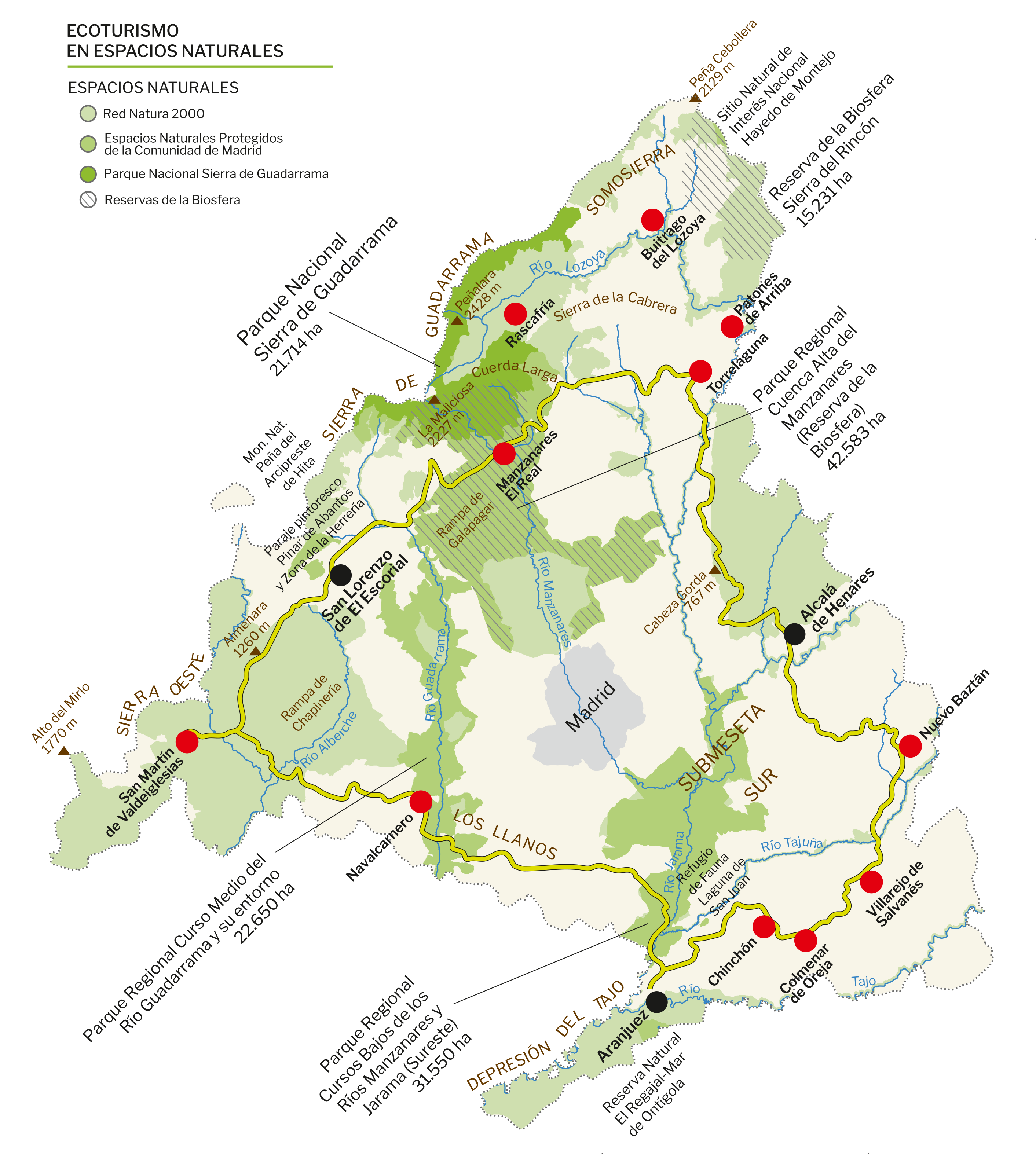
Mapa de ecoturismo en espacios naturales

El ecoturismo favorece la sostenibilidad de la naturaleza, a la vez que facilita el recreo de los humanos. En la Comunidad de Madrid hay espacios naturales protegidos, diversos y valiosos ecológicamente, con territorios bien conservados en forma de parques naturales, reservas de la biosfera o paisajes fluviales. Esto permite observar su fauna y flora, recorrer sus montañas, bosques y cañadas, e interpretar su historia geológica. Con el fin de aprender su historia natural, y disfrutar de sus paisajes y productos locales.
Los espacios naturales madrileños preparados para realizar ecoturismo son:
- Sierra de Guadarrama: 
  - Parque Nacional de la Sierra de Guadarrama
  - Parque regional de la Cuenca Alta del Manzanares, que es  reserva de la biosfera
  - Paraje pintoresco del Pinar de Abantos y Zona de La Herrería
- Sierra Norte:
  - Hayedo de Montejo, declarado por la UNESCO Patrimonio Mundial Natural
  - Reserva de la Biosfera de la Sierra del Rincón
  - Sierra de La Cabrera
  - Valle del Jarama
  - Valle del Lozoya
- Sierra Oeste:
  - Río Alberche
  - Río Perales
  - Parque regional del Curso medio del río Guadarrama y su entorno
- Comarca de Las Vegas:
  - Río Tajo
  - Río Tajuña
  - Río Jarama
  - Soto del río Henares
  - Parque regional del Sureste
  - Refugio de fauna de la Laguna de San Juan

## Gastronomía
Hay varios tipos de alimentos de la Comunidad de Madrid, que por sus ecosistemas, están amparados bajo distintivos de calidad reconocidos, como son:
- Denominación de Calidad Aceitunas de Campo Real
- Denominación de Origen Protegida Aceite de Madrid
- Denominación de Origen Protegida Vinos de Madrid
- Indicación Geográfica Chinchón
- Indicación Geográfica Protegida Carne de Ávila
- Indicación Geográfica Protegida Carne de la Sierra de Guadarrama

Las rutas gastronómicas por la región son el fruto de su desarrollo turístico y económico. Hay un gran número y variedad de espacios de restauración, así como de establecimientos especializados, distribuidos por todo su territorio. Los recorridos gastronómicos se pueden organizar por:
- tipos de establecimientos: mercados gastronómicos, restaurantes centenarios, estrellas y grandes salas, tapeo y grandes barras, cocina de mercado, cocina regional y cocina internacional
- itinerarios representativos: Madrid, Enclaves Patrimonio Mundial, Camino al norte, La sierra más cercana, Mirando a Gredos y En ruta al sur.

## Guerra Civil

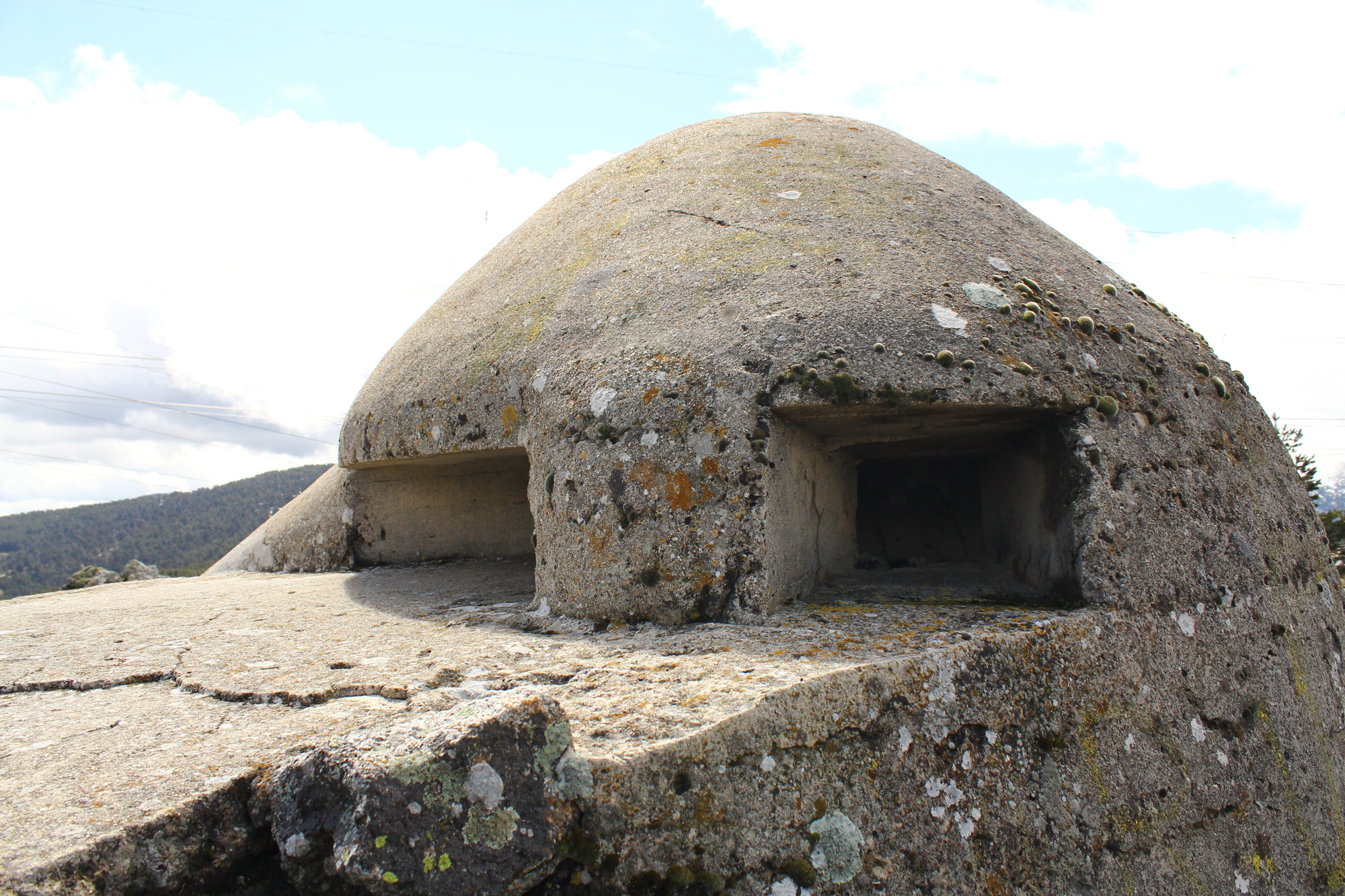
Búnker de Guerra civil española en el Alto del León

La Guerra civil española (1936-1939) mantuvo varios frentes bélicos de larga duración en el territorio madrileño (batalla de Madrid,  de la Ciudad Universitaria,  de Guadarrama o  del Jarama). Esto obligó a construir defensas militares en diversos puntos, de los cuales algunos siguen presentes como trincheras, nidos de ametralladoras, búnkeres, observatorios y refugios de los ejércitos de ambos bandos:
- Frente de Somosierra: Ruta del Agua

Itinerario circular por pistas forestales en Puentes Viejas, recorriendo sus pedanías de Paredes de Buitrago, Mangirón, Cinco Villas, y Serrada de la Fuente.
- Frente de Guadarrama: Ruta por las defensas republicanas

Recorrido de las posiciones militares en torno al embalse de La Jarosa y los cerros del municipio de Guadarrama.
- Frente de Guadarrama: Ruta por los búnkeres de Los Molinos

Sigue el trazado de la segunda línea defensiva del frente republicano, formado por 10 búnkeres construidos entre 1937 y 1938. Seis de ellos se ubican en la casco urbano de Los Molinos.

## Infantil y juvenil

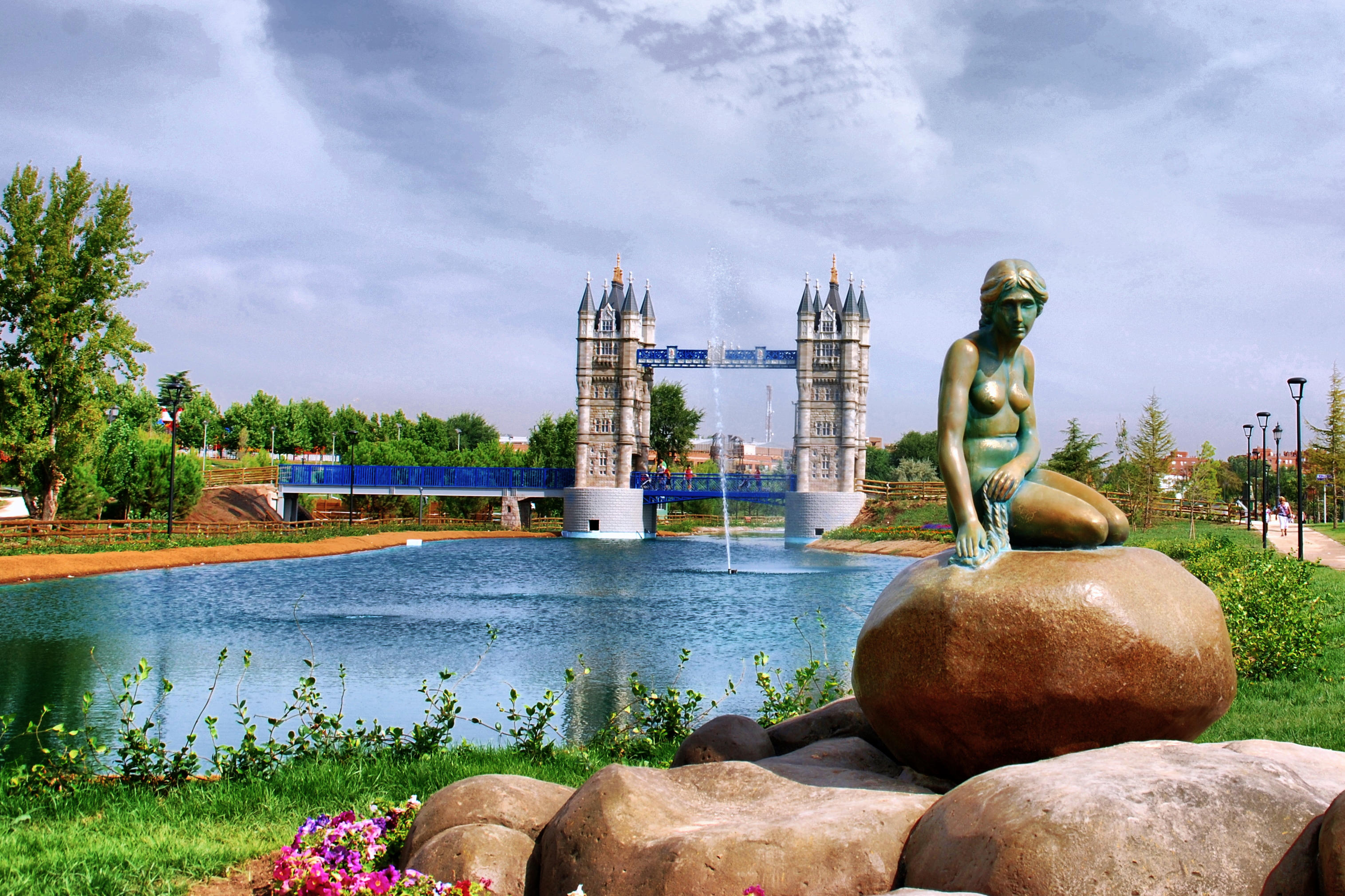
Parque Europa de Torrejón de Ardoz

Son rutas pensadas para que pueda participar toda la familia. Orientadas al ocio y la cultura. Se accede a parques temáticos y zoológicos, a los entornos naturales y a los museos, así como a pueblos de interés turístico.
Hay diseñadas ocho rutas, para dedicarles una o dos jornadas a cada una:
- De Galapagar a la Sierra de Guadarrama [38]

- De Colmenar del Arroyo a San Martín de Valdeiglesias [39]

- De Valdemorillo a Fresnedillas de la Oliva [40]

- De Pinilla del Valle a Rascafría [41]

- Parque Warner Madrid y Refugio de fauna de la Laguna de San Juan del río Tajuña [42]

- Faunia y lagunas de Las Madres en Arganda del Rey [43]

- Laguna del Campillo y Parque Europa de Torrejón de Ardoz [44]

- Micropolix y Museo Nacional de Ciencia y Tecnología [45]

## Monasterios y conventos
Recorridos por el numeroso patrimonio monástico de la región. Facilita el conocimiento de su dimensión artística, arquitectónica y religiosa. En su interior hay numerosas obras de arte (pintura, escultura, orfebrería o indumentaria) se aprecian sus dependencias conventuales (capilla, claustro, sala capitular, refectorio, celdas o dormitorios, calefactorio, armarium, cocina, scriptorium, huerto, enfermería, locutorio y, a veces, establos, lagares, molinos, talleres, etc.) y se descubre su forma de vida, de recogimiento y trabajo en comunidad.
Se proponen varias rutas:
- Alcalá de Henares:[47][48]

- - Colegio Máximo de la Compañía de Jesús
  - Santa María y capilla de las Santas Formas
  - Convento de Clarisas de San Diego
  - Capilla de San Ildefonso
  - Convento de San Juan de la Penitencia
  - Convento de la Purísima Concepción de Carmelitas Descalzas
  - Convento de San Bernardo
  - Oratorio de San Felipe Neri
  - Convento de Dominicas de Santa Catalina de Siena
  - Convento de Clarisas de Nuestra Señora de la Esperanza
  - Colegio-convento de San José de Caracciolos
  - Colegio-convento de los Trinitarios Descalzos
  - Convento de Concepcionistas Franciscanas de Santa Úrsula
  - Convento de Agustinas de Sta. María Magdalena
  - Capilla del Oidor
  - Colegio-convento de San Basilio Magno
  - Convento del Corpus Christi

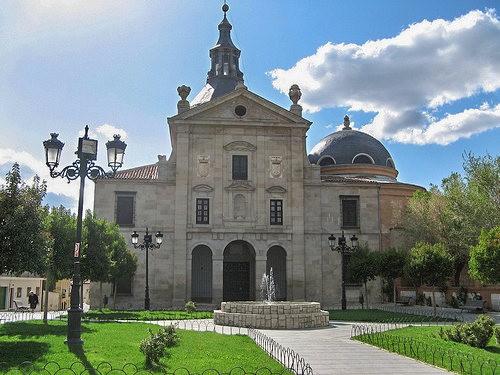
Monasterio de la Inmaculada Concepción (Loeches)

- De Rivas-Vaciamadrid a Villarejo de Salvanés:[49]
  - Convento de Santa Cecilia en Rivas-Vaciamadrid
  -  Monasterio de la Inmaculada Concepción en Loeches
  - Convento de San Ignacio Mártir en Loeches
  - Convento Ntra. Sra. de la Victoria en Villarejo de Salvanés

- De Colmenar de Oreja a Valdemoro:[50]
  - Convento de la Encarnación en Colmenar de Oreja
  - Convento de la Purísima Concepción en Chinchón
  -  Real Convento de San Pascual en Aranjuez
  -  Convento de la Encarnación en Valdemoro

- De Cubas de la Sagra a Pelayos de la Presa:[51]
  - Convento de Santa Juana de la Cruz en Cubas de la Sagra
  - Convento de la Encarnación en Griñón
  - Convento de la Encarnación en Boadilla del Monte
  - Monasterio de Santa María la Real de Valdeiglesias en Pelayos de la Presa

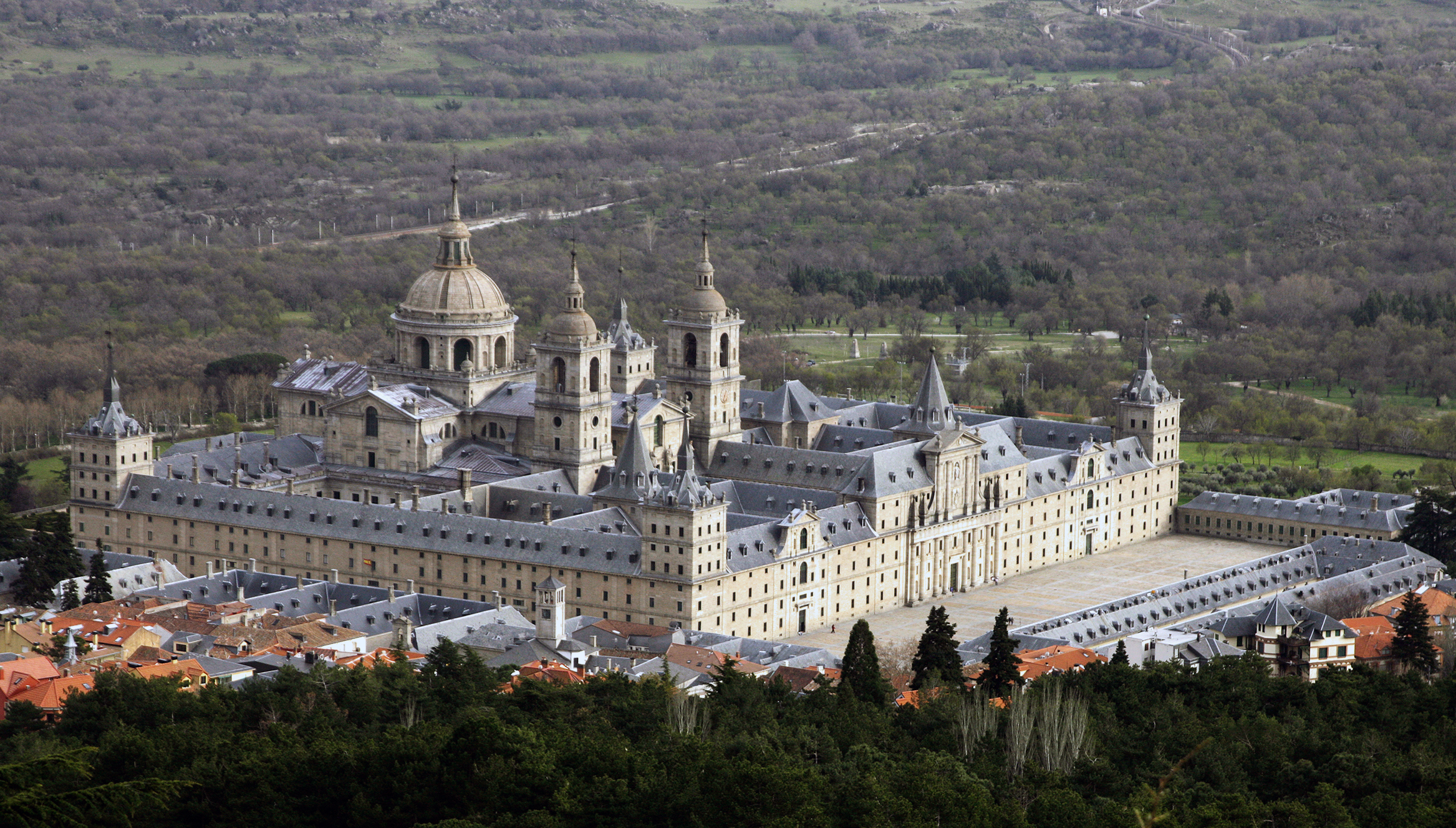
Monasterio de El Escorial

- De San Lorenzo de El Escorial a Torrelaguna:[52]
  - Real Monasterio de San Lorenzo de El Escorial
  - Monasterio de Santa María de El Paular en Rascafría
  - Convento de Concepcionistas Franciscanas en Lozoya
  -  Monasterio de San Antonio y San Julián en La Cabrera
  - Convento de Carmelitas en Torrelaguna

- Madrid:
  - Monasterio de las Descalzas Reales y de La Encarnación[53]
  - De San Francisco el Grande al Santísimo Sacramento[54]
  - De San Jerónimo a Santa Isabel[55]
  - Del Real de la Concepción a la Visitación de Nuestra Señora[56]
  - De Nuestra Señora de la Concepción a las Comendadoras de Santiago[57]

## Patrimonio industrial

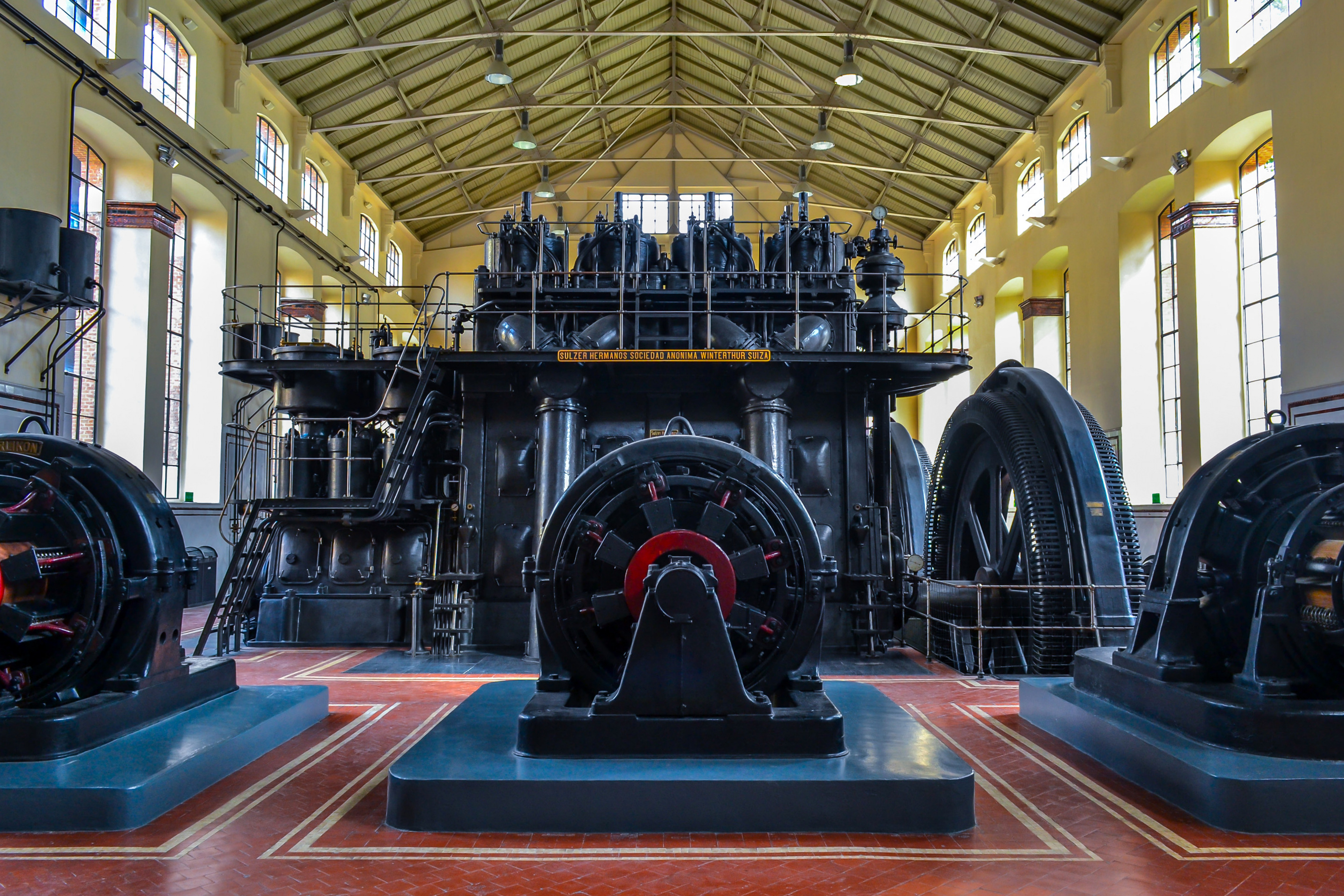
Nave de motores de Pacífico del Metro de Madrid

El patrimonio industrial permite realizar rutas urbanas por "el conjunto de los bienes muebles, inmuebles y sistemas de sociabilidad relacionados con la cultura del trabajo que han sido generados por las actividades de extracción, de transformación, de transporte, de distribución y gestión generadas por el sistema económico surgido de la “revolución industrial”.
- Alcalá de Henares:
  - Fábrica de harinas La Esperanza

- Aranjuez:
  - Antiguo lagar y bodegas de El Real Cortijo de San Isidro

- Madrid:
  - Fábrica de cervezas El Águila de Madrid
  - Metro de Madrid: Estación de Chamberí y Nave de motores de Pacífico
  - Real Fábrica de Tapices

- Nuevo Baztán:
  - Conjunto urbano-industrial de Nuevo Baztán

- Patones y Torrelaguna:
  -  Conjunto Hidráulico del Canal de Isabel II

## Patrimonio Mundial

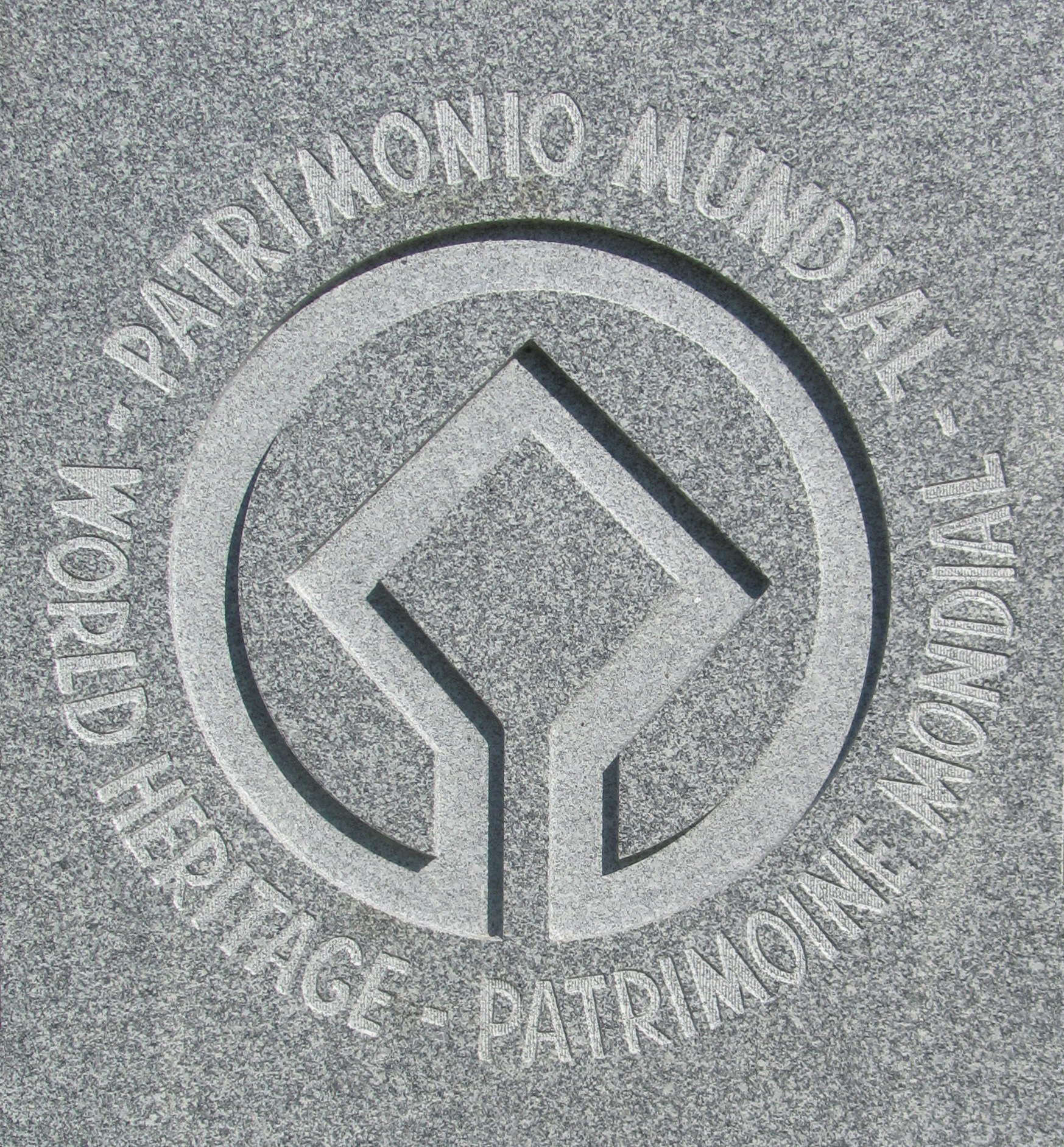
Logotipo del Patrimonio Mundial o de la Humanidad de la UNESCO

Patrimonio de la Humanidad o Patrimonio Mundial es el título cocedico por la UNESCO a sitios específicos del planeta (bosque, ciudad, cueva, desierto, edificación, lago, o montaña) que han sido nominados y confirmados para su inclusión en la lista mantenida por el Programa Patrimonio de la Humanidad, cuyo objetivo es catalogar, preservar y dar a conocer sitios de importancia cultural o natural excepcional para la herencia común de la humanidad. La Comunidad de Madrid alberga cinco lugares incluidos en la lista del Patrimonio Mundial de la UNESCO. Es el mayor reconocimiento internacional que existe en materia de patrimonio cultural.
Este selecto grupo está formado por cuatro enclaves urbanos (Alcalá de Henares, Aranjuez, Madrid y San Lorenzo de El Escorial) y un espacio natural (Hayedo de Montejo):
- Alcalá de Henares

El 2 de diciembre de 1998, Alcalá de Henares fue declarada Ciudad Patrimonio de la Humanidad por la UNESCO, incluyendo la "Universidad y Recinto Histórico de Alcalá de Henares" en la lista del Patrimonio Mundial. Resaltando la consideración de ser la primera ciudad diseñada y construida especialmente como sede de una universidad y de simbolizar la ciudad ideal, la ciudad de Dios (civitas Dei) que se materializó a través de sus conventos y colegios universitarios. Este reconocimiento no solo se refiere al patrimonio histórico y artístico que atesora la ciudad complutense, sino también, a la trascendente aportación de Alcalá a la cultura universal especialmente en los siglos XVI y XVII.
- Aranjuez

En 2001, bajo la denominación de Paisaje cultural de Aranjuez, fue declarado Patrimonio de la Humanidad al conjunto formado por el palacio y los jardines ornamentales (jardines del Príncipe, de la Isla, del Parterre, de Isabel II), las huertas históricas, los paseos arbolados y sotos (Pico Tajo, Doce Calles, Legamarejo, El Rebollo), las obras hidráulicas, las zonas agrícolas y el centro histórico, que incluye elementos como la Casa de Caballeros y Oficios, la Casa de Infantes, la iglesia de San Antonio y el convento de San Pascual.
- Hayedo de Montejo

El Hayedo de Montejo es un bosque de 250 hectáreas, situado al norte de la Comunidad de Madrid, en las faldas de la Sierra de Ayllón. Forma parte de una antigua dehesa de hayas, robles albares y rebollos. En 1974 fue declarado Sitio Natural de Interés Nacional. En 2017, junto con otros hayedos de España y otros países europeos, fue declarado Patrimonio de la Humanidad por la Unesco como extensión de los Hayedos primarios de los Cárpatos y otras regiones de Europa.
- Madrid

La capital de España forma parte de la lista de Patrimonio Mundial de la UNESCO desde 2021 como paisaje cultural, la protección abarca el Paseo del Prado y el Buen Retiro. Este "Paisaje de las artes y las ciencias", también denominado "Paisaje de la luz", es un entorno urbano singular, donde cultura, ciencia y naturaleza conviven desde mediados del siglo XVI. Comprende 200 hectáreas en las que se ubican 109 elementos.
- San Lorenzo de El Escorial

En 1984, el Comité del Patrimonio Mundial de la UNESCO incluyó a «El Escorial, Monasterio y Sitio», en la lista del Patrimonio de la Humanidad. Esta inscripción delimita un espacio de protección circunscrito al Monasterio de El Escorial, a la Casita del Infante (o de Arriba) y a la Casita del Príncipe (o de Abajo), palacete, este último, que se encuentra dentro del término de El Escorial. Este conjunto es uno de los principales monumentos renacentistas españoles.

## Ruta Imperial

Municipios integrados en la Ruta Imperial de la Comunidad de Madrid

La "Ruta Imperial de la Comunidad de Madrid" es un itinerario turístico, promocionado por la Consejería de Cultura y Turismo madrileña, que recorre varios municipios de la sierra de Guadarrama. Sigue parcialmente el camino histórico empleado por el rey Felipe II, que le conducía desde Madrid hasta el monasterio de El Escorial.
La Ruta Imperial discurre por nueve municipios madrileños, con un rico patrimonio artístico y natural, siguiendo dos trayectos bien diferenciados y un núcleo central:
- El primer tramo, el de ida, parte desde la ciudad de Madrid hasta Torrelodones, Collado Villalba y Guadarrama.
- Desde aquí se accede a San Lorenzo de El Escorial y El Escorial, que conforman el destino principal de la Ruta Imperial
- El trecho de vuelta, recorre Robledo de Chavela, Fresnedillas de la Oliva, Navalagamella y Valdemorillo, desde donde se regresa a la capital.

## Senderismo
La Comunidad de Madrid se puede recorrer por una red de sendas  rurales, tanto en las montañas como en la campiña. Es una oportunidad para visitar sus  espacios naturales protegidos, sus ríos o sus lagos, así como para observar su fauna y su flora. Están documentadas 52 rutas de senderismo regional.

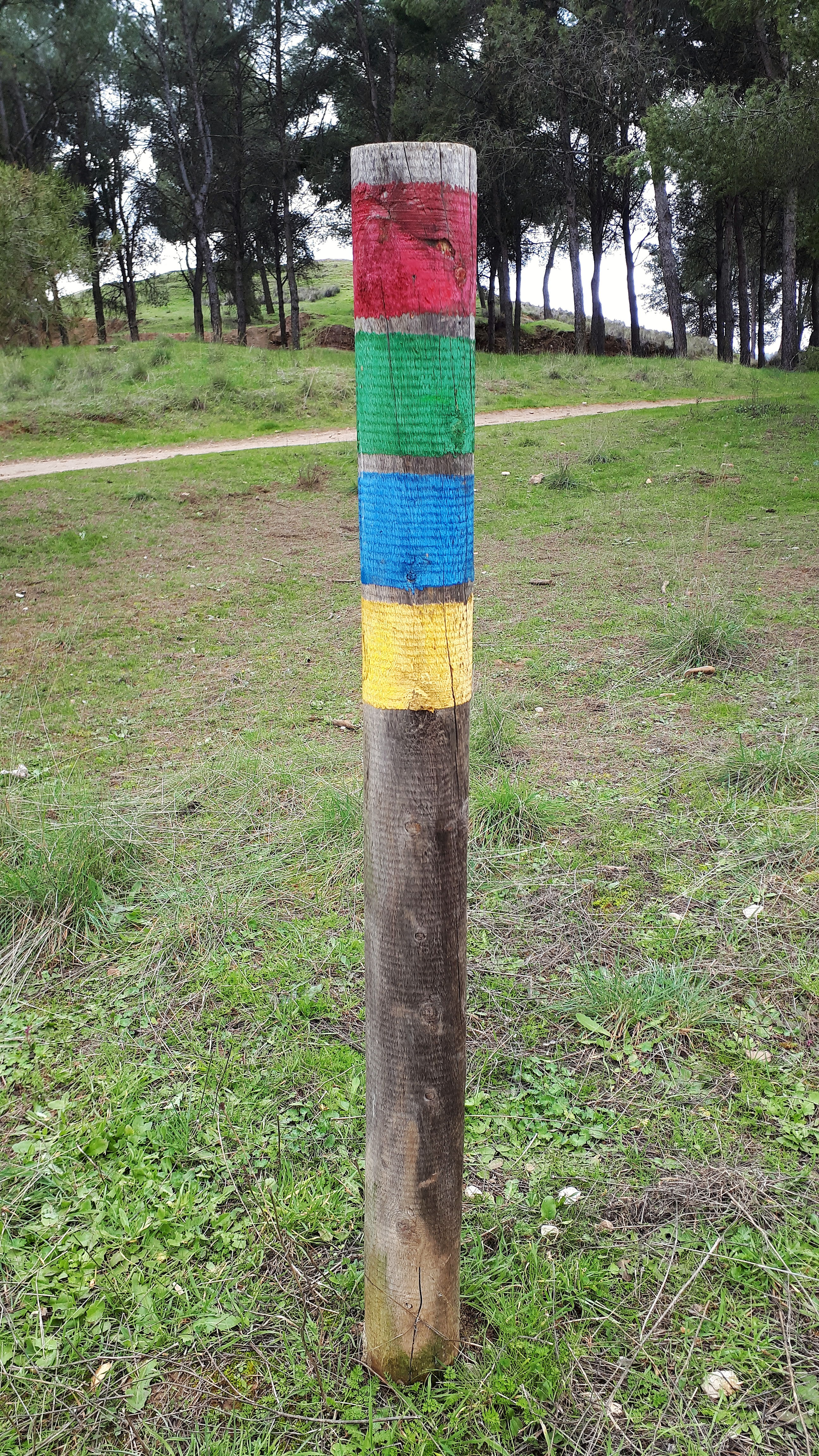
Poste indicador por colores de las 4 rutas en el Parque de los Cerros

| Rutas                                                | Rutas                                                           |
| ---------------------------------------------------- | --------------------------------------------------------------- |
| Senda del Genaro (GR-300)                            | De Ciempozuelos a la vega del río Jarama                        |
| Cárcavas y espinos                                   | Arroyo Butarque                                                 |
| Del puerto de la Morcuera a Alameda del Valle        | Cerros y cultivos de Ciempozuelos                               |
| Cascadas del Purgatorio                              | Senda de las Gariñas                                            |
| Del puerto de Cotos a la laguna Grande de Peñalara   | El Bosque de Buitrago del Lozoya                                |
| Remontando el río Manzanares por La Pedriza          | La Najarra desde el puerto de la Morcuera                       |
| Valle de la Fuenfría: calzadas romana y borbónica    | La Maliciosa por la cara sur de la sierra de Guadarrama         |
| Pinares de Guadarrama                                | Cancho Gordo desde La Cabrera                                   |
| Monte Abantos                                        | El Nevero, el balcón del valle del Lozoya                       |
| Pinar de Abantos                                     | Montón de Trigo                                                 |
| La Herrería y las Machotas                           | La Peñota desde el Alto del León                                |
| Los molinos del río Perales                          | El mirador de las Canchas, el balcón de la sierra de Guadarrama |
| Ruta de las Doce Calles                              | Las Machotas desde la Silla de Felipe II                        |
| Paseos arbolados de los sotos históricos de Aranjuez | Ruta circular de los Siete Picos                                |
| Reserva natural de El Regajal-Mar de Ontígola        | Cascada del Cancho                                              |
| De Titulcia a la laguna de San Juan                  | Presa del Pradillo y valle de la Angostura                      |
| De Titulcia a Chinchón                               | Chorrera de San Mamés                                           |
| Los sotos de Villamanrique de Tajo                   | Ascenso a La Maliciosa desde el valle de la Barranca            |
| Los Tarayes                                          | Risco de las Cuevas o la pequeña Capadocia                      |
| Cerro del Ecce Homo                                  | Peña Rondán y Valdezarza                                        |
| Ruta del Castillo de Alcalá la Vieja                 | Abedular de Canencia                                            |
| De Valdetorres a Talamanca de Jarama                 | Vuelta a la Reguera                                             |
| Riscos y collados de La Pedriza                      | El Castañar de Rozas de Puerto Real                             |
| La Polvoranca y Bosque del Sur                       | Senda del Yelmo                                                 |
| Monte de Boadilla                                    | Las formas de La Pedriza                                        |
| De Ciempozuelos al Soto Gutiérrez                    | Los Miradores de los Poetas en el valle de la Fuenfría          |

## Vías pecuarias

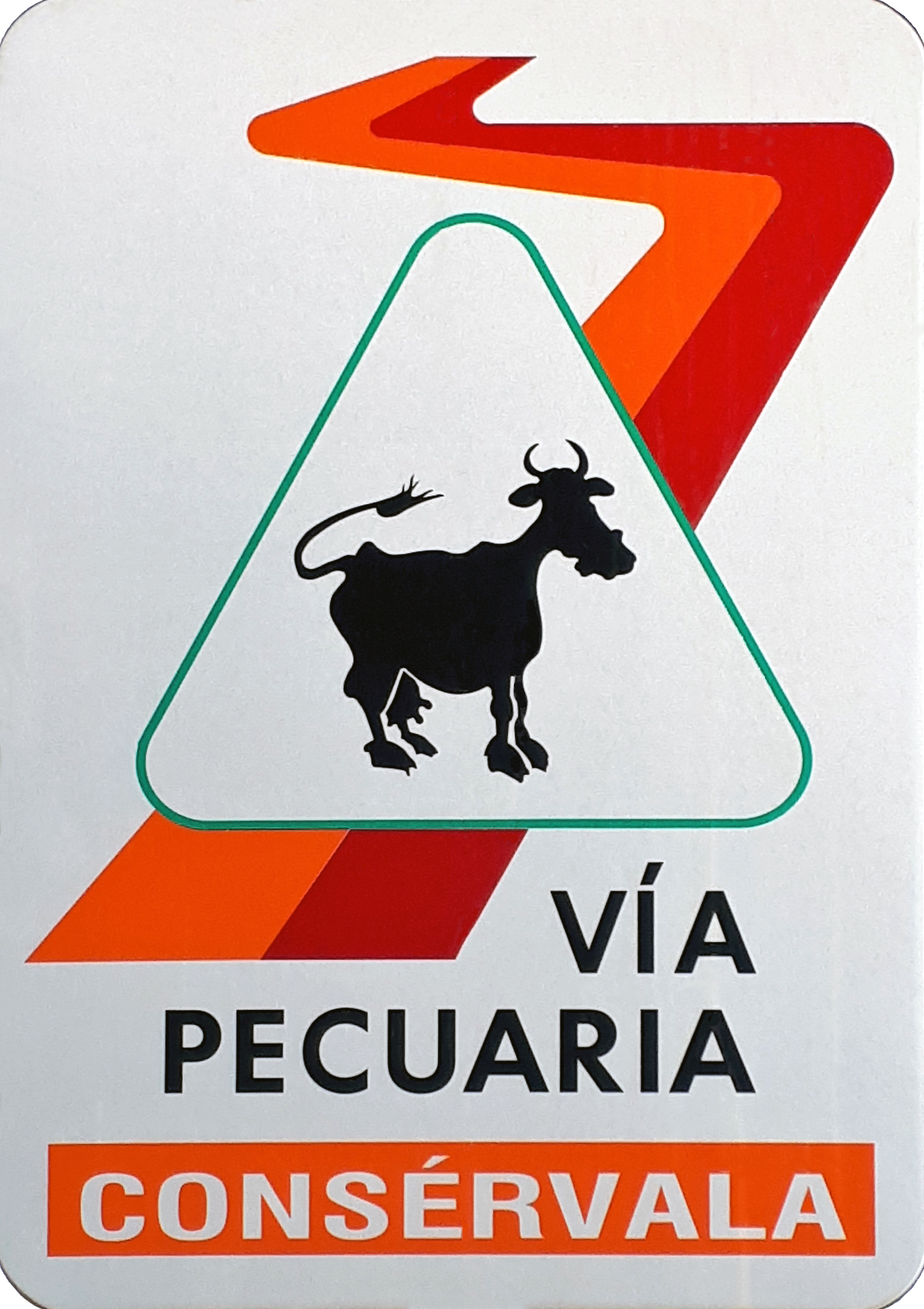
Cartel indicativo de una vía pecuaria en la Comunidad de Madrid

Por la Comunidad de Madrid discurren cuatro cañadas reales: Cañada Real Leonesa Oriental, Cañada Real Segoviana, Cañada Real Galiana y Cañada Real Soriana Oriental. Este legado histórico está regulado y planificado legalmente. Todas ellas son Bienes de Dominio Público de titularidad autonómica. Actualmente han perdido su uso original, el tránsito ganadero, y se han convertido en zonas de esparcimiento, para practicar deporte, conocer la naturaleza y, en general, desarrollar actividades al aire libre para personas de todas las edades.
La Comunidad de Madrid ha publicado una serie de guías y folletos denominados "Descubre tus Cañadas" sobre 17 grupos de rutas, cuyo recorrido se desarrolla, en su mayor parte, por vías pecuarias madrileñas:
- 1: Rutas por el Valle Medio del Lozoya[141][142]
- 2: Rutas por la Cañada Real Soriana Oriental[143][144]
- 3: Rutas por el Valle del Alberche[145][146]
- 4: Rutas en torno al Parque de la Polvoranca[147][148]
- 5: Rutas del agua: Patones, Torrelaguna y Torremocha de Jarama[149][150]
- 6: Rutas por los Robledales del  Lozoya[151][152]
- 7: Rutas por las Vegas del Tajo, Jarama y Tajuña[153][154]
- 8: Rutas por el Valle Medio del Tajuña[155][156]
- 9: Rutas por la Sierra Sudoccidental del Guadarrama[157][158]
- 10: Rutas por la Campiña del Henares[159][160]
- 11: Rutas por la Cañada de las Merinas en Prádena del Rincón[161][162]
- 12: Rutas por las dehesas de Colmenar Viejo[163][164]
- 13: Rutas por el Corredor Soto de Viñuelas-Montejo de la Sierra[165][166]
- 14: Rutas por la Cañada Real Leonesa Oriental a través de sus dehesas[167][168]
- 15: Rutas por La Sagra madrileña[169][170]
- 16: Rutas por la Sierra de Guadarrama[171][172]
- 17: Rutas entre el Guadarrama y el Perales[173][174]

## Villas

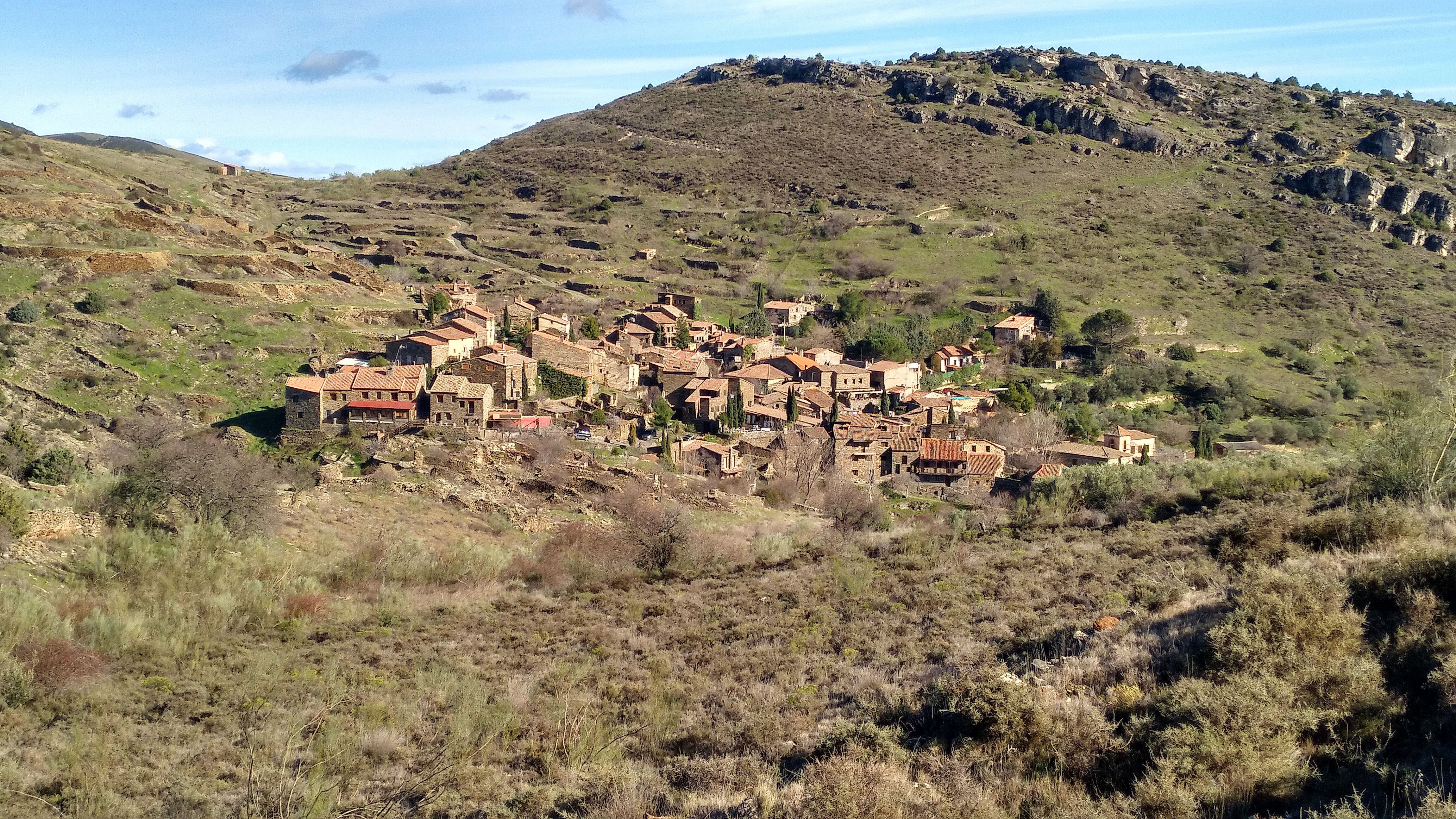
Panorama de Patones de Arriba

La Comunidad de Madrid dispone de grandes urbes, pero también de numerosos pueblos repartidos por toda su geografía. Entre estos, hay una serie de villas singulares por su patrimonio cultural y natural. Ofrecen estructuras urbanas y edificaciones propias del medio rural con un largo recorrido histórico, además, están rodeadas por paisajes medioambientales muy diversos: alcarrias, campiñas, dehesas, lomas, páramos, parques naturales, piedemontes e, incluso, alta montaña.
Estos destinos rurales madrileños se organizan en once rutas:
- Buitrago del Lozoya

Situado a los pies de la sierra de Guadarrama, esta villa medieval presenta una serie de construcciones que se pueden visitar: Museo Picasso, Torre del Reloj,  iglesia de Santa María del Castillo, puente del Arrabal, Casa del Bosque, Castillo de los Mendoza, coracha y Muralla Baja y Alta.
- Chinchón

Se localiza entre los páramos de la Comarca de Las Vegas, destaca su arquitectura popular castellana:  Convento de las Clarisas,  Castillo de los Condes, Casa de la Cadena, Ermita de Ntra. Sra. del Rosario,  Convento de San Agustín (Parador de Turismo), Plaza Mayor, Torre del Reloj, Teatro Lope de Vega,  Iglesia de Ntra. Sra. de la Asunción y Castillo de Casasola.
- Colmenar de Oreja

También en los páramos de la Comarca de Las Vegas. Presenta casas de labor, cuevas y bodegas de estilo castellano: Convento de la Encarnación, Museo Ulpiano Checa, Teatro Diéguez, Iglesia de Santa María La Mayor, Plaza Mayor, Jardines de Zacatín, Túnel de Zacatín y la Ermita del Cristo del Humilladero.
- Manzanares el Real

Ubicado entre el embalse de Santillana y el macizo granítico de La Pedriza, dentro del Parque Nacional de la Sierra de Guadarrama. Destaca especialmente por sus castillos:  el nuevo o de los Mendoza y  el viejo, además de la Fuente de las Ermitas, la  Ermita de Ntra. Sra. de la Peña Sacra, la Iglesia de Ntra. Sra. de las Nieves y el Puente Viejo.
- Navalcarnero

Pueblo entre lomas, en plana campiña vinícola, rodeada por los ríos  Alberche y  Guadarrama. Dispone de un conjunto arquitectónico popular castellano: antigua Iglesia de San José, Centro de Interpretación de Navalcanero, Museo del Vino, Museo de Feliciano Hernández, Plaza de Segovia,  Iglesia de Ntra. Sra. de la Asunción, Ermita de la Veracruz y la Casa de la Cadena.
- Nuevo Baztán

Esta "Villa de la Ilustración", construida de nueva planta en 1709 como un complejo industrial junto a las veguillas alcarreñas, cuenta con edificios barrocos diseñados por José Benito de Churriguera: Centro de Interpretación de Nuevo Baztán,  Palacio de Goyeneche,  Iglesia de San Francisco Javier, Antigua Fonda y las plazas de la Iglesia, del Mercado, de Fiestas y de la Cebada, además de una olma centenaria.
- Patones de Arriba

Paraje entre escapes y cerros, en el Valle del Jarama de la Sierra Norte de Madrid. Sus edificaciones son típicas de la arquitectura negra, están construidas con pizarra de su entorno: antigua Iglesia de San José,  Ermita de la Virgen de la Oliva, Acueducto del Canal de Isabel II, tinados, arrenes, eras, antiguo lavadero y Fuente Nueva.
- Rascafría

Situado en el valle del Lozoya a una altitud de 1200 m s. n. m., a los pies de la sierra de Guadarrama. Dentro de su término municipal se hallan el parque natural de Peñalara y el arboreto Giner de los Ríos. Es digno de visitar: Ayuntamiento, Casa de Postas, Iglesia de San Andrés Apóstol, La Casona, Monasterio de Santa María de El Paular, Puente del Perdón y las ruinas del Molino de los Batanes.
- San Martín de Valdeiglesias

Localizado en las llanuras rocosas del piedemonte occidental, en la Sierra Oeste de Madrid. Conserva construcciones singulares como: ermita del Ecce Homo, Plaza de toros, Castillo de la Coracera, Centro Cultural La Estación, iglesia de San Martín de Tours.
- Torrelaguna

Sita en la campiña del río Jarama, integrada en la comarca de Sierra Norte. Destaca por su arquitectura gótica: iglesia de Santa María Magdalena, Arco de San Bartolomé, Palacio de Salinas, Palacio Arteaga, Casa de los Vargas, Puerta del Cristo de Burgos, Cruz de Cisneros, Pósito-Ayuntamiento, ermita de Nuestra Señora de la Soledad, Abadía de las Madres Concepcionistas Franciscanas Descalzas, restos de la muralla y puente medieval.
- Villarejo de Salvanés

Municipio ubicado en los páramos de la Comarca de Las Vegas. Antigua sede de la Encomienda Mayor de Castilla en la Orden de Santiago que conserva edificios relevantes: Santuario de Nuestra Señora de la Victoria, Castillo de Villarejo de Salvanés, Casa de la Tercia, Iglesia de San Andrés Apóstol, almazara de la Cooperativa aceitera Pósito y el Museo del Cine.

## Mapas
Mapas institucionales turísticos y de transporte de la Comunidad de Madrid y algunas de sus ciudades.
Comunidad de Madrid
- Autobuses interurbanos
- Metro
- Metro ligero
- Plano turístico
- Recursos turísticos
- Visor cartográfico

Ciudades
- Alcalá de Henares
- Aranjuez
- Boadilla del Monte
- Buitrago de Lozoya
- Cadalso de los Vidrios
- Cercedilla
- Chinchón
- Colmenar de Oreja
- Loeches
- Madrid
- Manzanares el Real
- Navalcarnero
- Nuevo Baztán
- San Lorenzo del Escorial
- San Martín de Valdeiglesias
- Sierra de Guadarrama
- Torrelaguna
- Villarejo de Salvanés